# Римец
Римец (рум. Râmeț) — село у повіті Алба в Румунії. Адміністративний центр комуни Римец.
Село розташоване на відстані 289 км на північний захід від Бухареста, 26 км на північ від Алба-Юлії, 51 км на південь від Клуж-Напоки.

## Населення
За даними перепису населення 2002 року у селі проживали 64 особи, усі — румуни. Усі жителі села рідною мовою назвали румунську.